# 우비야
우비야(스페인어: uvilla, 학명: Pourouma cecropiifolia 포우로우마 케크로피이폴리아[*])는 쐐기풀과에 속해 있는 과일 나무이다. 포도처럼 생긴 열매가 열린다. 베네수엘라, 브라질, 볼리비아, 콜롬비아, 에콰도르, 페루 등 남아메리카 지역에 분포한다.

## 이름
스페인어 "우비야(uvilla)"는 "포도"를 뜻하는 "우바(uva)"의 지소형으로, "작은 포도"라는 뜻이다.

## 사진

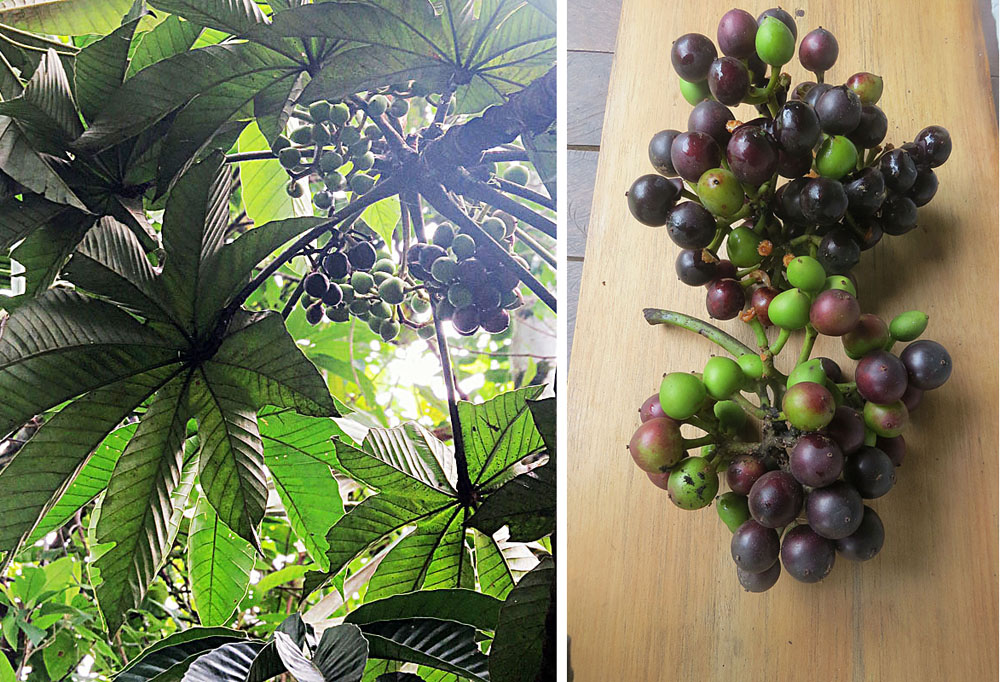
나무와 열매